# Moulin de Laffaux
Pour les articles homonymes, voir moulin (homonymie).
Le Moulin de Laffaux est un lieu-dit situé sur le territoire de la commune de Laffaux, dans le département de l'Aisne qui fut un des hauts lieux de la Première Guerre mondiale et de la Bataille de France au début de la Seconde Guerre mondiale. C'est aujourd'hui un lieu de mémoire où ont été rassemblés divers monuments commémoratifs des deux conflits mondiaux.

## Histoire

### La Bataille du Chemin des Dames (1917)
Au cours de l'offensive Nivelle de mai 1917, le moulin de Laffaux était une position stratégique dont l'armée française devait s'emparer. Du 5 au 11 mai les combats firent rage engageant troupes coloniales, marsouins, cuirassiers et fantassins appuyés par des chars et l'artillerie. Au prix de très lourdes pertes, la position fut enlevée par l'armée française.

### L'Offensive des Cent Jours (1918)
En septembre 1918, au cours de l'offensive des Cent-Jours, les fusiliers marins de Lorient combattirent au moulin de Laffaux. Le 14 septembre 1918, à 5 h 30, le bataillon de fusiliers-marins de conserve avec la 29e division d’infanterie, encadrée à droite par la 128e division d'infanterie et à gauche par la Division marocaine, reçut l’ordre d’attaquer. Le bataillon, triompha de la résistance allemande et atteignit le lieu-dit « Moulin de Laffaux », franchit les lignes de tranchées et dépassa l'objectif fixé. L’ennemi réagit cependant vigoureusement, le bataillon ne put dépasser les rives de l’Ailette. Ses pertes furent lourdes — 18 officiers, 430 officiers-mariniers, quartiers-maîtres et marins mis hors combat, soit les trois-quarts des officiers et plus de la moitié de l'effectif.

### La Bataille de France (1940)
En juin 1940, le moulin de Laffaux fut une position de la Ligne Weygand pour tenter, sans succès, d'arrêter l'avancée allemande après la percée de Sedan. Le site devint par la suite l’un des points forts du dispositif de protection du camp allemand de Margival.

## Un lieu de mémoire
Différents monuments ou stèles commémoratifs furent édifiés au Moulin de Laffaux ou dans les environs. Le site fut réaménagé en 1965 et 2007 à la suite de travaux routiers et la création d'une aire de repos. Des monuments érigés dans les alentours furent démontés et réédifiés au Moulin de Laffaux formant ainsi le « Jardin de la mémoire ».

### Monument des crapouillots
Ce monument rend hommage aux artilleurs de tranchées tombés au combat de la Première Guerre mondiale. Cette œuvre de Marcel Loyau a la forme d'un crapouillot, c'est-à-dire d'un canon de tranchée. Il a été érigé en 1933 à la mémoire des artilleurs français des fronts de France et d'Orient. Mutilé au cours de la Seconde Guerre mondiale, il a été restauré en 1958.
Pendant l'hiver 2007, le monument des crapouillots, imposant monument de 193 t et de 10 m de haut, fut frappé par la foudre. Très sérieusement endommagé, il a été démonté, déplacé et reconstruit sur le site actuel en 2012.

### Monument des fusiliers marins

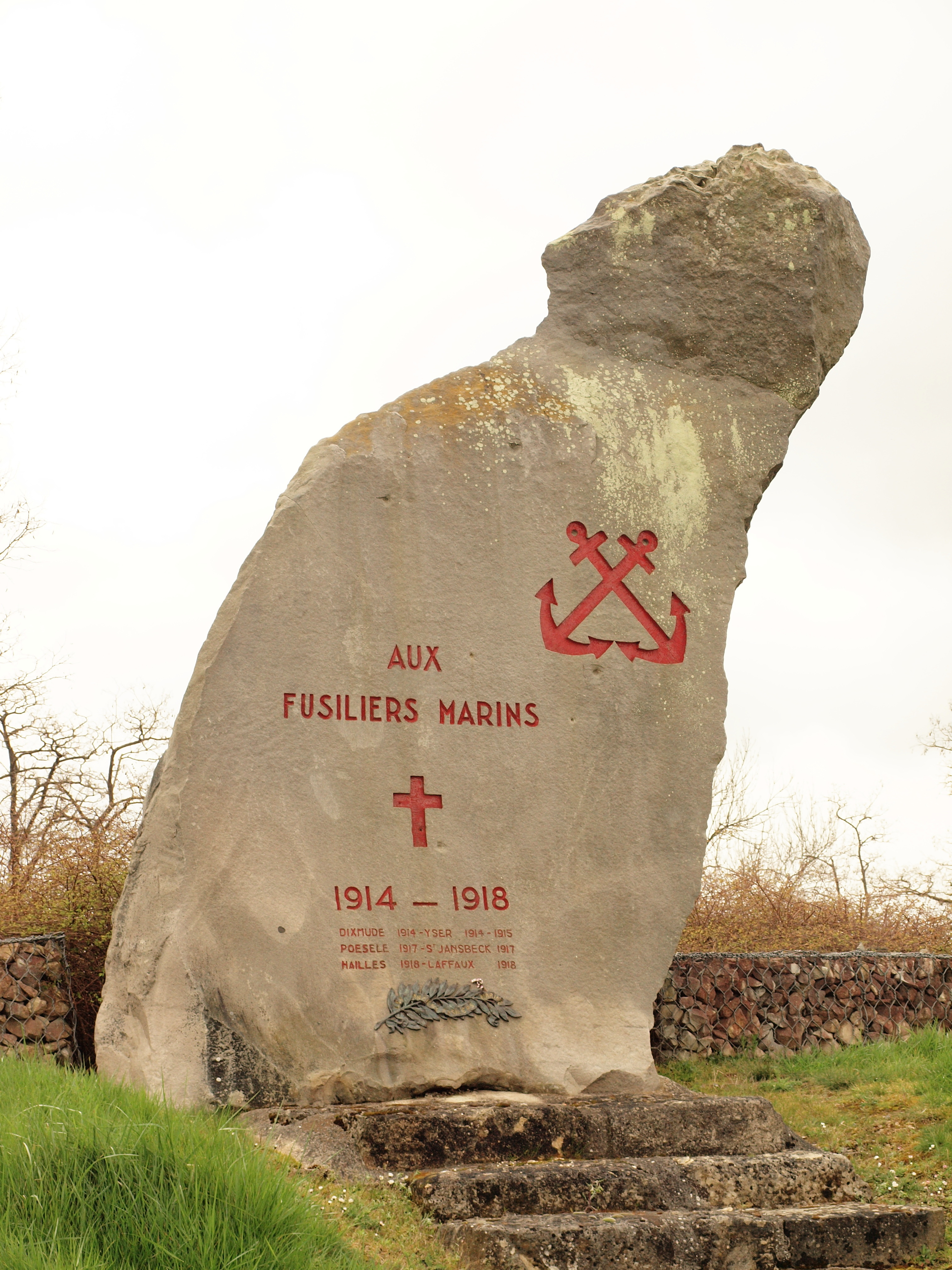

Ce monument est dédié au bataillon de fusiliers marins qui a combattu au moulin de Laffaux le 14 septembre 1918. Il combattit jusqu'à Laon, au tout début d'octobre, perdant les trois quarts de ses officiers (18 tués) et plus de la moitié de ses effectifs (430 tués).
Le monument, constitué d'une pierre de granite breton de plusieurs tonnes, a été inauguré par le capitaine de frégate Huon de Kermadec en 1938. À l'origine, il avait été dressé devant l'entrée de la carrière de Futry qui porte encore les marques des combats. Il a été déplacé en 2007.

### Monument des sténographes
Ce monument de la forme d'un obélisque est dédié à la mémoire des sténographes français et alliés morts pour la Patrie.

### Monument du4erégiment de cuirassiers
Ce monument a été érigé pour témoigner de la vaillance des 4e, 9e et 11e régiments de cuirassiers.

### Monument au9erégiment de cuirassiers à pied
Ce monument a été érigé à la mémoire du capitaine René de Chasteignier, du lieutenant Michel Wagner, du sous-lieutenant Jean-Luc de Carbuccia, des officiers, sous-officiers et cavaliers du 9e Régiment de Cuirassiers à pied morts pour la France lors de la prise du moulin de Laffaux, le 5 mai 1917.

### Stèle au général Estienne

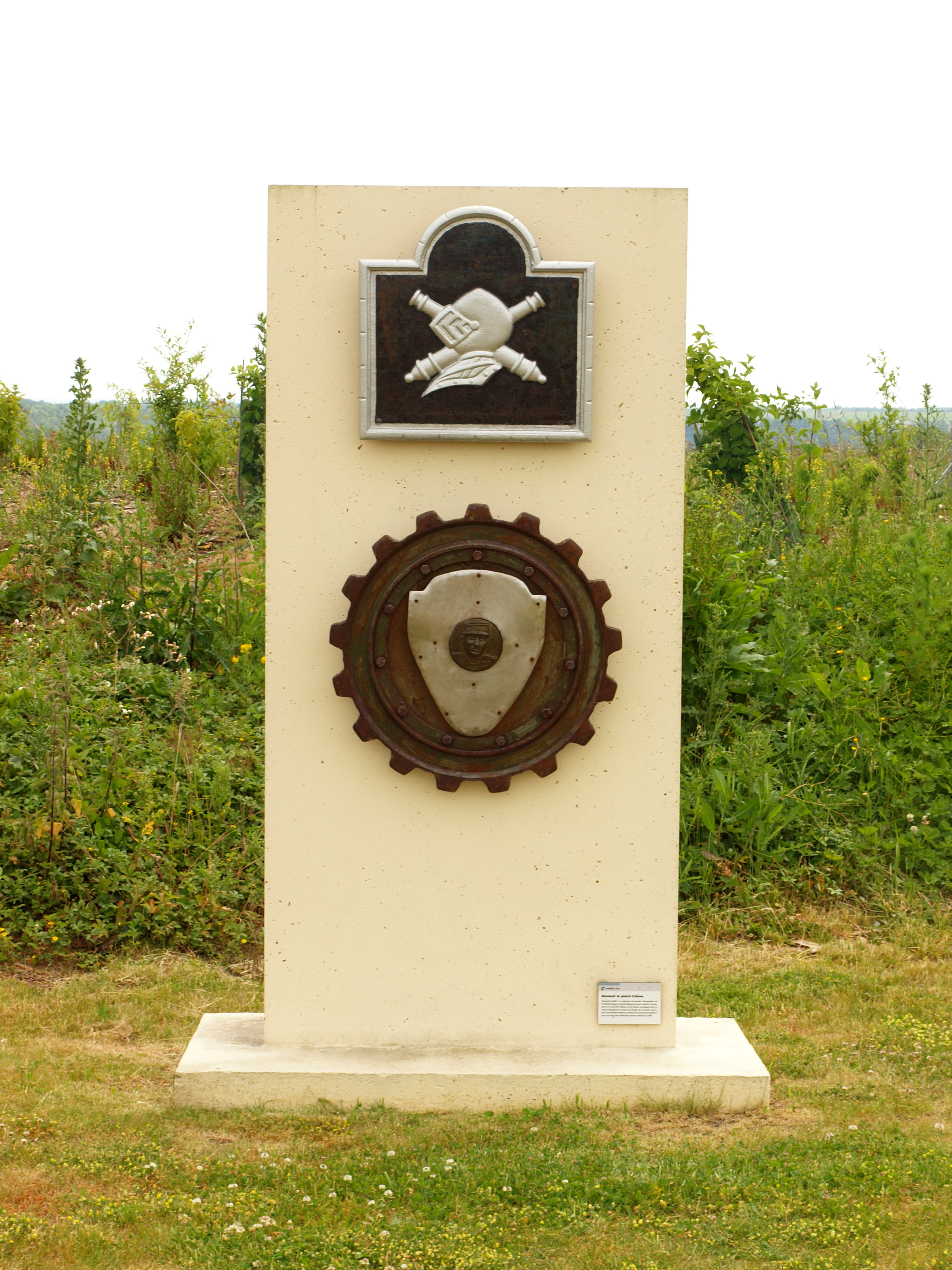
Stèle au général Estienne

Une stèle à la mémoire du général Estienne, le « père des Chars français », rappelle qu'au cours des combats des 5 et 6 mai 1917, au moulin de Laffaux, les chars lourds, 32 Schneider et 16  Saint-Chamond, furent utilisés lors de la prise du moulin de Laffaux.

### Monument au sergent pilote Georges Damez
Le monument porte cette dédicace : 

« Le 19 août 1917, après un combat aérien à 400 mètres d'ici, est tombé l'avion en flammes du sergent pilote aviateur Georges Damez, escadrille SM 106, Croix de guerre, deux citations. Un pieux souvenir à sa mémoire. »

### Monument à Maurice Thiriez
Le monument porte cette dédicace : 

« Ici est tombé glorieusement le 7 mai 1917, le maréchal des logis Maurice Thiriez du 9e Cuirassiers, grand chrétien et grand Français. »

### Monument à  Frédéric Taillefert
Ce monument est dédié à un fusilier-mitrailleur du 4e régiment mixte de zouaves-tirailleurs. Frédéric Félix Taillefert, fusilier-mitrailleur d'élite, fit preuve de bravoure au cours de l'offensive du 23 octobre 1917 à la bataille de la Malmaison, précédant les vagues d'assaut, il facilita la progression des troupes par un feu nourri et ajusté. Il fut tué près du village de Chavignon.

### Monument à Henri Dupouy
Sur le monument a été inscrite cette dédicace : 

« À la mémoire de Henri Dupouy, instituteur à Dax, tombé ici le 7 mai 1917 à l'âge de 25 ans. »

Henri Dupouy était soldat au 7e régiment d'infanterie coloniale.

### Autres lieux de mémoire du Moulin de Laffaux

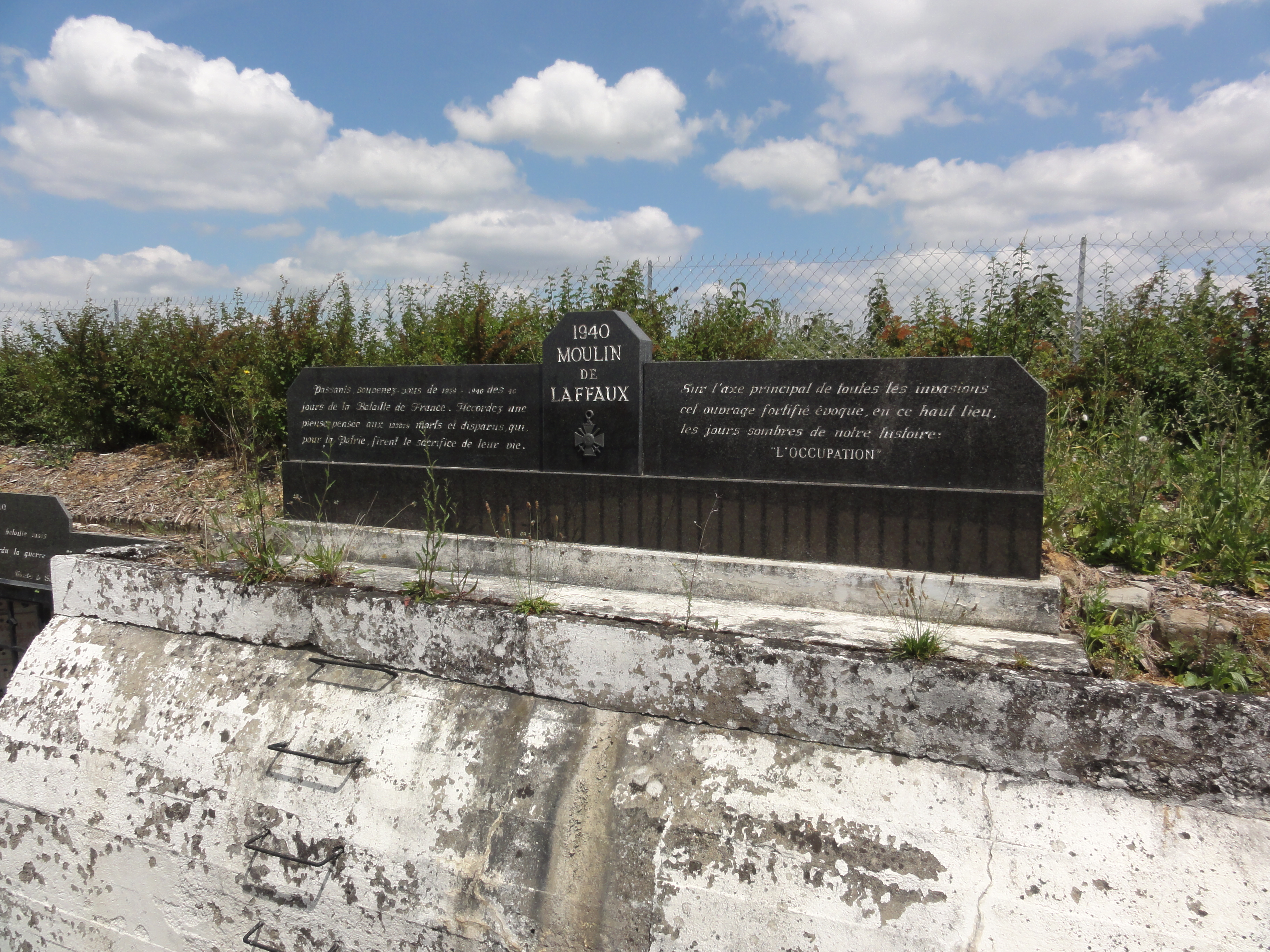
Monument 1940 Moulin de Laffaux

- Monument à la mémoire de Serge Real del Sarte frère de Maxime Real del Sarte, blessé mortellement le 30 avril 1917.
- Carrière de Fruty, où les fusiliers-marins combattirent le 14 septembre 1918. Les marques des combats y sont encore visibles.
- Monument 1940 Moulin de Laffaux

## Le Moulin de Laffaux dans la littérature

### Poésie
- Louis Aragon, une strophe de « Plus Belle que les larmes » in Les Yeux d'Elsa (1942) :

« Créneaux de la mémoire ici nous accordâmes
Nos désirs de vingt ans au ciel en porte à faux
Ce n’était pas l’amour mais le Chemin des Dames
Voyageur souviens-toi du Moulin de Laffaux »
- Emile Ducharlet, « Le Moulin de Laffaux[5] » in Chansons du Pays d'Abel, Saint-Ouen-en-Brie, La Lucarne ovale éditions , 2014[6].

### Roman
- B. André, Les cuistots du moulin de Laffaux, Paris, Hachette - BNF, 2013 (1re éd. 1917), 32 p. (ISBN 978-2-013-24614-9, OCLC 972441643, lire en ligne)